# Phaeophlebosia furcifera
Phaeophlebosia furcifera là một loài bướm đêm thuộc phân họ Arctiinae, họ Erebidae.